# Bend
Bend ili izvorno band označava glazbeni sastav koji izvodi neke od žanrova zabavne glazbe, pod kojima se najčešće podrazumijevaju pop, rock ili heavy metal. Izraz se često koristi kako bi opisao oblik glazbene skupine svojevrsne pretežito pop rock glazbi i njezinim inačicama.
Najčešći oblik benda je četveročlani bend, koji je bio popularan prije razvoja elektroničkih klavijatura i sintisajzera. Među njima su se isticali The Beatles, KISS i Franz Ferdinand i uglavnom su se sastojali od dva gitarista, bubnjara i pjevača (vokala). Uz razvoj klavijatura i različitih vrsta električnih gitara, nastaju i petero- i šesteročlani sastavi sa žanrovski, tematski i zvukovno raznovrsnijom glazbom. Među njima se najpoznatiji predstavnici "ranog rocka" The Who, The Monkees, Led Zeppelin, Queen i U2.